# کاراگالی
کاراگالی (به لاتین: Karagali) یک منطقهٔ مسکونی در روسیه است که در استان آستراخان واقع شده‌است.